# اعتقال الطائي
اعتقال نادى علي الطائي (17 آذار/ مارس 1949 - 5 ديسمبر/كانون الأول 2023) هي فنانة تشكيلية (نحاتة)، إعلامية وناقدة سينمائية وكاتبة روائية عراقية الجنسية.

## محل وتاريخ الولادة
ولدت اعتقال في محافظة بابل، مدينة الحلة، في 17 آذار 1949 وفيها أكملت تعليمها الابتدائي والثانوي. سميت باعتقال لارتباط ولادتها بأحداث سياسية لها صلة بعائلتها. في عامها الخامس عشر، حصدت الجائزة الأولى في مسابقة للقصة القصيرة. انتقلت إلى العاصمة بغداد وأكملت دراستها الجامعية في أكاديمية الفنون الجميلة (جامعة بغداد) حيث درست فن النحت حتى تخرجت عام 1972 ومارست تخصصها لفترة ليست بالقصيرة قبل دخولها مجال الإعلام بين عامي 1972 و1978.

## اعتقال والإعلام
في عام 1972 عملت نحاتة في قسم الديكور في مؤسسة الإذاعة والتلفزيون حتى اختيرت في نفس الوقت لتقدم برنامجاً ثقافياً اسمه «السينما والناس» للمعد الصحفي خالد ناجي ثم المعد علي زين العابدين. كان البرنامج يعرض ويحلل الأفلام الأجنبية والعربية الحديثة والقديمة، وفي عام 1976 حاز على جائزة أفضل برنامج تلفازي في استفتاء شعبي حصل في كافة أنحاء العراق ونالت اعتقال لقب أفضل مقدمة برنامج تزامناً مع مناسبة اليوبيل الفضي لتلفزيون بغداد.
عرف عنها ميولها اليسارية وأفكارها المتنورة فحوربت وضيق عليها حتى مُنعتْ من تقديم البرنامج عام 1978، ثم نقلت بعدها من مؤسسة الإذاعة والتلفزيون إلى مركز الحرف والصناعات الشعبية للعمل كنحاتة لأكثر من سنة.
جوبهت بكثير من الضغوطات والاضطهاد من قبل أفراد النظام الحاكم آنذاك في زمن الرئيس صدام حسين حتى سنحت لها الفرصة لمغادرة العراق بعد قبولها في أكاديمية العلوم المجرية في المجر، حيث أكملت دراستها في الفن السينمائي ثم حصلت على شهادة الماجستير ثم الدكتوراه بأطروحة عنوانها  «الفلم بين النظرية والتطبيق» عام 1985 من الأكاديمية نفسها في بودابست وكانت تقيم فيها منذ عام 1979.

## حياتها المهنية
عملت في المعهد العالي للسينما والمسرح المجري لمدة سنتين، وكتبت عن السينما العربية والمجرية فقد كانت حلقة وصل بين الأدب العربي والمجري من خلال ترجمتها إلى العربية لمختارات من الشعر المجري والقصص القصيرة، والعديد من القصص العربية القصيرة إلى المجرية لتنشر في إحدى المجلات المختصة بالأدب العالمي ومنها قصص فلسطينية قصيرة مختارة لتنشر في كتاب.
أعدت للإذاعة المجرية عن بعض الكتاب العرب كنجيب محفوظ وفؤاد التكرلي ويوسف إدريس مع ترجمة قصص قصيرة لهم ُمثلت وأُذيعت.
ما بين عامي 2004 و2005 شاركت في كتابة سيناريو وحوار الفيلم الكارتوني «حي بن يقظان» للكاتب ابن طفيل وفيلم «أصيلة الفَرَس» إضافة إلى دراماتورجيا فلم «أصيلة» الذي انتجه الفنان مروان الرحباني.
ترجمت كتاب «يوميات في العراق» لأحد المراسلين الصحفيين المجريين «آنتال ماروشي»، وكتابه عن أحداث ليبيا بعد سقوط القذافي.

## نشاطها الروائي والفني
كانت زيارتها الأولى للعراق عام 2004 أي بعد غياب 25 عاماً حافزاً إلى الكتابة مجددا بعد عودتها إلى المجر. في عام 2006 أصيبت بمرض سرطان الرئة الذي ظلت تصارعه حتى وفاتها فكانت تسابق الزمن للتغلب عليه  بكتابتها المستمرة  حتى نشرت عام 2010 كتاب «ذاكرة الاشياء» فصول من سيرتها الذاتية. والذي ترجم إلى اللغة الايطالية تحت عنوان (LE FAVE DI BABILONIA) أي الباقلاء البابلية. وفي عام 2015 نشرت مجموعتها القصصية (عندما نحب) ثم رواية «الأرملة» كتبت القصة القصيرة ونشرتها على صفحات التواصل الاجتماعي حيث تبين ارتباطها الوثيق مع الطبيعة من خلال ممارستها العمل الزراعي.

## وفاتها
توفيت اعتقال الطائي في 5 ديسمبر 2023.